# Перес, Аристидес
Аристидес Перес (исп. Aristides Pérez; род. 31 августа 1933) — гватемальский борец вольного и греко-римского стилей. Участник летних Олимпийских игр 1952 года, бронзовый призёр Центральноамериканских и Карибских игр 1954 года.

## Биография
Аристидес Перес родился 31 августа 1933 года.
В 1952 году вошёл в состав сборной Гватемалы на летних Олимпийских играх в Хельсинки. В греко-римской борьбе в весовой категории до 67 кг в первом раунде проиграл на 5-й минуте Франко Бенедетти из Италии, во втором на 30-й секунде Збигневу Шаевскому из Польши и выбыл из турнира. В вольной борьбе в весе до 67 кг первом раунде проиграл на 2-й минуте Освальдо Блази из Аргентины, во втором на 2-й минуте Хайни Неттесхайму из ФРГ и покинул розыгрыш.
В 1954 году завоевал бронзовую медаль Центральноамериканских и Карибских игр в Мехико в вольной борьбе в весе до 67 кг.
Участвовал в соревнованиях по национальному панкратиону под прозвищем «Мясник Гримальдо».